# Millettia nutans
Millettia nutans là một loài thực vật có hoa trong họ Đậu. Loài này được Sousa miêu tả khoa học đầu tiên.